# الفساد في العراق
الفساد في العراق منذ عام 2003 يعتبر العراق من أعلى الدول في معدلات الفساد الإداري والمالي، وهو موجود بشكل ملحوظ في عدة مرافق إدارية في العراق، من القضاء، والوزارات الأمنية والخدمية، ويعتبر السياسيين الكبار في العراق الأوائل من ألذين تحاصرهم تهم الفساد، وبسبب ذلك يعتبر العراق مع عدة دول مثل أفغانستان والصومال واليمن والسودان وليبيا من أكثر الدول في معدلات الفساد حسب إحصاء باروميتر للفساد.
بسبب الفساد الهائل في العراق، فإن هناك نقص هائل في الخدمات وتدهور للبنى التحتية وتدهور للتنمية الصناعية والزراعية، من امثلة الفساد المستشري، بحسب نائب البرلمان العراقي رحيم الدراجي، عضو لجنة النزاهة في البرلمان، إن هناك أكثر من خمسة آلاف عقد وهمي، وتسلمت شركات وهمية نسبة تتراوح بين 30 إلى 60 بالمئة من الأموال استنادا إلى هذه العقود. أهدرت ما بلغ 228 مليار دولار في مشاريع بناء وبنى تحتية، على الورق فقط، وهي قيمة تفوق بثلاث مرات الموازنة الوطنية وإجمالي الناتج المحلي للبلاد بالرغم من الأموال الهائلة التي تتحقق من بيع النفط حيث يحتل العراق المرتبة الثانية في الدول المنتجة للنفط أوبك ولكن يظل معتمدا اعتمادا كليا على الاستيراد حتى للكهرباء والمنتجات النفطية.
النظام القضائي يفشل أيضا في درء الفساد، فيقول القاضي عبد الستار بيرقدار «هناك فاسدين دينوا بقرارات قضائية وصدرت أحكام عقابية بحقهم وفق القانون، ولكن شملهم قانون العفو العام الذي شرعه مجلس النواب»، كما تتهم السلطة التنفيذية بالإخفاق المتعمد في اعتقال المسؤولين عن الفساد بعد إصدار أوامر قضائية ضدهم.
أظهرت دراسة حديثة أن 66.3% من الموظفين الحكوميين لا يشعرون بالأمان عند الإبلاغ عن حالات الفساد، مما يعكس بيئة عمل غير مواتية لمكافحة الفساد. بالإضافة إلى ذلك، تم إحالة العديد من قضايا الفساد الكبرى إلى القضاء، مع التركيز على القطاعات الأكثر عرضة للفساد مثل وزارة المالية ووزارة الكهرباء.
من ابرز قضايا الفساد في العراق:

### سرقة القرن
تعتبر قضية "سرقة القرن" من أبرز قضايا الفاسد، حيث تم سرقة حوالي 2.5 مليار دولار من أموال هيئة الضرائب. تتعلق هذه القضية بشبكة معقدة من الشركات والمسؤولين، وقد تم الكشف عن تفاصيلها مؤخرًا، مما أثار جدلاً واسعًا حول قدرة الحكومة على استعادة الأموال المنهوبة.

## متهمون بالفساد
- أيهم السامرائي، وزير كهرباء سابق
- ماجد النصراوي، محافظ البصرة السابق
- أحمد الجبوري، محافظ صلاح الدين السابق والنائب في البرلمان

## ابرز المحكومين بقضايا فساد
| الاسم               | المنصب           | الحكم          | ملاحظة                                    |
| ------------------- | ---------------- | -------------- | ----------------------------------------- |
| عبد الفلاح السوداني | وزير التجارة     | السجن 21 عام   | ادين بثلاث قضايا فساد من اصل 8 مقدمه بحقه |
| محمود ملا طلال      | نائب في البرلمان | السجن 6 سنوات  | تقاضي رشوة تقدر بـ 250 الف دولار          |
| ملاس الكسنزان       | وزير التجارة     | االسجن 7 سنوات | حكم غيابياً بتهمة هدر المال العام          |